# 지시로다이키타역
지시로다이키타역(일본어: 千城台北駅, ちしろだいきたえき 치시로다이키타에키[*])은 일본 지바현 지바시 와카바구에 있는 지바 도시 모노레일 2호선의 역이다.

## 역 구조
상대식 승강장 2면 2선의 고가역이다.

### 승강장
| 1 | 2호선 | 지시로다이 방면       |
| 2 | 2호선 | 쓰가・지바미나토 방면 |

## 역 주변
- 지바 현 지바히가시 경찰서

## 역사
- 1988년 3월 28일: 영업 개시.
- 2009년 3월 14일: PASMO 도입.

## 사진

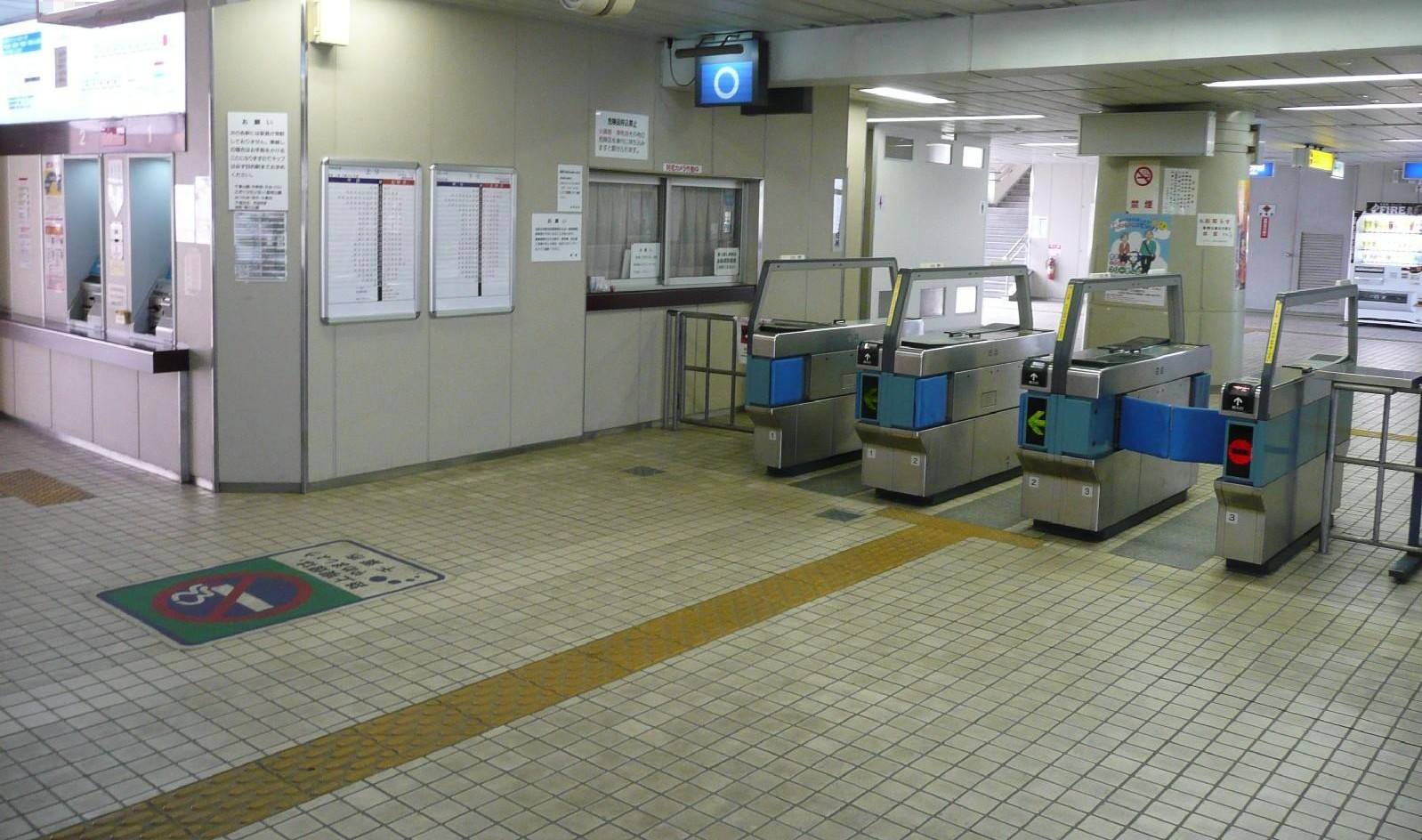
개찰구

## 인접역
| 지바 도시 모노레일 2호선 | 지바 도시 모노레일 2호선 | 지바 도시 모노레일 2호선   |
| ------------------------ | ------------------------ | -------------------------- |
| 오구라다이 지바 방면     |                          | 지시로다이 지시로다이 방면 |